# De Verteller verteld
De Verteller verteld is een boek van Harry Mulisch uit 1971. Het is een reactie op de negatieve recensies van Mulisch' roman uit 1970, De verteller. Het boek beslaat vier delen: Commentaar, Catalogus, Curiosa en Catastrofestuk.

## Inhoud
Commentaar
Het boek begint met een vergelijkende tabel over het verhaal van een 'schrijver' en dat van een 'verteller'. Het inleidende hoofdstuk Commentaar bevat een kort overzicht van de kritieken op De verteller en een verwerping hiervan. Er wordt verwezen naar de geschiedenis van de literatuur en filosofie. Ook trekt Mulisch in dit deel en verderop de critici sterk in het belachelijke. Hij citeert een passage uit de Apokalyps, waar de ik-figuur een boek opeet, en zegt dat het is alsof zijn boek zich wreekt door 'recensenten te eten'. Daarna heeft hij het consequent over de 'opgegeten recensenten'.
Catalogus
Dit deel bevat, chronologisch, verklarende noten bij de hele roman. Mulisch legt moeilijke woorden, namen, parodieën, toespelingen en dergelijke uit. Soms mondt dit uit in een langere, autobiografische passage, bijvoorbeeld over de oorlog of over het huis van Goethe in Weimar.
Curiosa
Dit is een overzicht van de verschillende fasen in de ontstaansgeschiedenis van de roman. De eerdere versies heetten Tussen sterven en begraven, De oogappel en De zegelbewaarders. Diverse fragmenten uit die twee laatste worden gegeven en ook hier weidt Mulisch enkele keren uit over dingen die hij heeft meegemaakt, meer bepaald over zijn herinneringen aan jeugdvrienden als Anton Heyboer, Kees Verwey en Godfried Bomans. Er wordt in dit verband een verhaal verteld over een denkprobleem waar een van deze vrienden zich mee bezighield, en hoe dit ten slotte werd opgelost. Dit verhaal publiceerde Mulisch eerder in De Gids. Hierop volgde een correspondentie waarbij verschillende van de jeugdvrienden betrokken waren, dit omdat Mulisch de waarheid niet zou hebben nageleefd; vanaf de tweede druk werd ook die correspondentie in De Verteller verteld opgenomen.
Catastrofestuk
Dit deel bestaat uit de niet eerder gepubliceerde 'oerversie' van de roman uit 1955, getiteld Tussen sterven en begraven. Mulisch had destijds overwogen om deze te publiceren in zijn bundel De versierde mens, maar dat uiteindelijk achterwege gelaten omdat het verhaal hem niets meer zei. De hoofdpersoon en ik-figuur van het verhaal is de Bijbelkundige Leonard Neeve, die nog steeds een rol speelde in de uiteindelijke roman. Neeve krijgt een zoon, Kommer, van een vrouw (Tessa) die hij in een café heeft ontmoet. Het verhaal beschrijft hoe Neeve vervreemd geraakt van Kommer, eindigend met Kommers zelfmoord. Het hele verhaal wordt door Neeve geschreven in de nacht van Kommers dood, in een opgewonden en verwarde toestand; hij beseft in het begin zelf amper dat hij aan het schrijven is.